# Artedius
Artedius és un gènere de peixos pertanyent a la família dels còtids.

## Taxonomia
- Artedius corallinus (Hubbs, 1926)[2]
- Artedius fenestralis (Jordan & Gilbert, 1883)[3]
- Artedius harringtoni (Starks, 1896)[4]
- Artedius lateralis (Girard, 1854)[5]
- Artedius notospilotus (Girard, 1856)[6][7][8][9][10][11]